# 心虚
心虚（しんきょ）とは、漢方医学で言う循環器系や精神活動など全般の機能低下によりおこる症状を言う。

## 概要
漢方医学では六臓のうち心は五行思想で言う火を司る機能を指し、六腑で言えば小腸、五官で言えば舌、五体で言えば血脈に相当するため心の機能の低下は（西欧医学で言う心臓の機能障害とは異なる）精神的な疲れなどがあらわれるとされる。
鍼灸においては五行や東洋医学の治療方針の関係から五行では自経が虚すれば、その母を補うとされており、この場合、火の気である心が虚すれば木の気である母の肝を補えとされており、心経の少衝穴、肝経の大敦穴が用いられる。